# Espingskär
Espingskär är en ö i Finland. Den ligger i Finska viken och i kommunen Raseborg i den ekonomiska regionen  Raseborg i landskapet Nyland, i den södra delen av landet. Ön ligger omkring 85 kilometer väster om Helsingfors.
Öns area är 17,4 hektar och dess största längd är 0,8 kilometer i öst-västlig riktning. Ön höjer sig omkring 15 meter över havsytan.